# Jan van der Sluis
Jan van der Sluis (Roterdã, 29 de abril de 1889 - 19 de outubro de 1952) foi um futebolista neerlandês, medalhista olímpico.
Jan van der Sluis competiu nos Jogos Olímpicos de 1912 em Estocolmo. Ele ganhou a medalha de bronze.